# Лаптев, Николай Симонович
Николай Симонович Лаптев (1740—30 декабря 1814 [11 января 1815]) — российский государственный деятель, тамбовский губернатор (с марта 1797 по май 1798), тайный советник.

## Биография
Происходил из рода Лаптевых — сын инженер-поручика Симона (Семёна) Ивановича Лаптева, происходившего по мужской линии от легендарного Сорокоума. В семье также росли брат Андреян (впоследствии сенатский экзекутор) и сестра Анастасия (1753—1827), выданная замуж за князя П. П. Долгорукова.
Морской офицер, майор Николай Симонович Лаптев в 1770 году участвовал в Чесменском сражении в свите графа Алексея Григорьевича Орлова-Чесменского. После окончания русско-турецкой войны Н. С. Лаптев получил место в канцелярии Сената в Москве, а уже год спустя, с 1778 года был прокурором одного из департаментов Юстиц-коллегии.
На протяжении нескольких лет входил в состав Провинциальной ложи, где имел статус «великого придверника».
В январе 1788 года Сенат командировал Лаптева на Волгу для «исправления дел», где «за принятие неправосудного решения» был отправлен в отставку председатель Саратовской палаты гражданского суда.
С 1790 года по 6 января 1797 года он занимал должность казанского вице-губернатора. Здесь он получил чин действительного статского советника.
В 1797 году произошёл ряд перемещений его по службе: сначала он стал астраханским вице-губернатором; с 19 марта был назначен тульским губернатором, но уже 27 апреля был переведён на ту же должность в Тамбов; 14 октября этого же года был произведён в тайные советники. Уже в мае 1798 года Павел I отправил Н. С. Лаптева в отставку, уличив в разбазаривании лесных богатств ещё в Казанской губернии; 26 мая 1798 года он написал генерал-прокурору Куракину:

В проезд мой через Казанскую губернию, нашел я дубовые леса в самом дурном и разоренном состоянии. Известился я, что истребление оных последовало в бытность здесь вице-губернатором нынешнего тамбовского губернатора тайного советника Лаптева. Не входя в дальнейшее исследование, каким образом столь важная часть доведена до им до такого упущения, нужным нахожу, имея сей пример его нерадивости, не оставлять его более при должности, и потому от отправляемой им ныне в тамбовской губернии отрешаю.
После отставки жил в своем имении в Старорусском уезде Новгородской губернии. В 1804 году, уже при Александре I, указом Сената от 25 января последовало его наказание «за злоупотребление по службе».
Умер, по сведениям его внучатого племянника П. В. Долгорукова, 30 декабря 1814 (11 января 1815) года в селе Новоникольском Козловского уезда. 

## Семья
Жена — Дарья Васильевна Аничкова (впоследствии инокиня Дорофея, игуменья Хотьковского монастыря; ум. в 1836). В браке родились дочь Ольга (1778—1845), жена Василия Васильевича Головина (1777—1837), а также Александра, Сергей и Вера.
Остальные дети у Н. С. Лаптева родились с его дворовой девушкой Натальей Дементьевной, в связи с чем Указом Императора Александра I от 13.06.1801 воспитанникам Лаптева Петру, Григорию, Елизавете, Евдокии и Александре были пожалованы фамилия Лаптевич, дворянское достоинство и герб (С.-Петербург. ведомости, 1801 г.).
Лаптеву удалось выдать своих дочерей за представителей Тамбовского дворянства. Елизавета Лаптевич (1789—?) стала женой князя Николая Михайловича Кугушева (1777—1820). За Тимофея Львовича Кулунчикова (1780 — после 1851), предводителя Темниковского уездного дворянства (1840—1851), вышла замуж Евдокия Лаптевич (1794—1853) — в монашестве Амфилогия; проживала с 1834 года в Хотьковском монастыре, с 1845 года — в Александровском Успенском монастыре.
Петр Лаптевич (?—1812), титулярный советник Департамента министерства юстиции. Участвовал в народном ополчении, служил поручиком 2-го Волонтерного казачьего полка «Александрийский» барона фон Боде. Был убит при Парвиски 21 декабря. Был дружен с поэтами К. Н. Батюшковым и Н. И. Гнедичем.
Григорий Лаптевич (1800—1856), крупный тамбовский помещик, губернский секретарь.

## Имения
От отца получил родовое имение д. Лебедки Боровичского уезда Новгородской губернии (50 дес. земли).
В Козловском уезде Тамбовской губернии ему принадлежали с. Новоникольское (Лаптево), с. Стаево, д. Сестренка, д. Александровка, в Шацком уезде — с. Алеево, в Московском уезде — с. Острожки, д. Косино и др.
В Москве тайный советник Лаптев владел усадьбой в Мещанской слободе (1803), во дворе которой располагались палаты Евреинова.